# 塞利米耶清真寺
塞利米耶清真寺（土耳其語：Selimiye Camii）是土耳其埃迪爾內的一座鄂圖曼帝國時代清真寺。蘇丹塞利姆二世下令興建，於1569年至1575年間動工，建築師是科查·米馬爾·希南，被視為希南的傑作。
塞利米耶清真寺位於庫里耶（Külliye，建築複合體）的中心，該建築複合體包含一所梅德雷斯（Madrasah，伊斯蘭學校）、一所聖訓學校及一排的商店，現今成為巴耶塞德二世庫里耶健康博物館（Bayezid II Külliye Health Museum）。希南以嵌入方形骨架牆壁內的八條柱，使之成為八角形的支撐結構。由柱子延伸出來的孤拱後面的方形角落裡建有四個半圓頂結構，那是中央圓頂與牆身的連接部分。

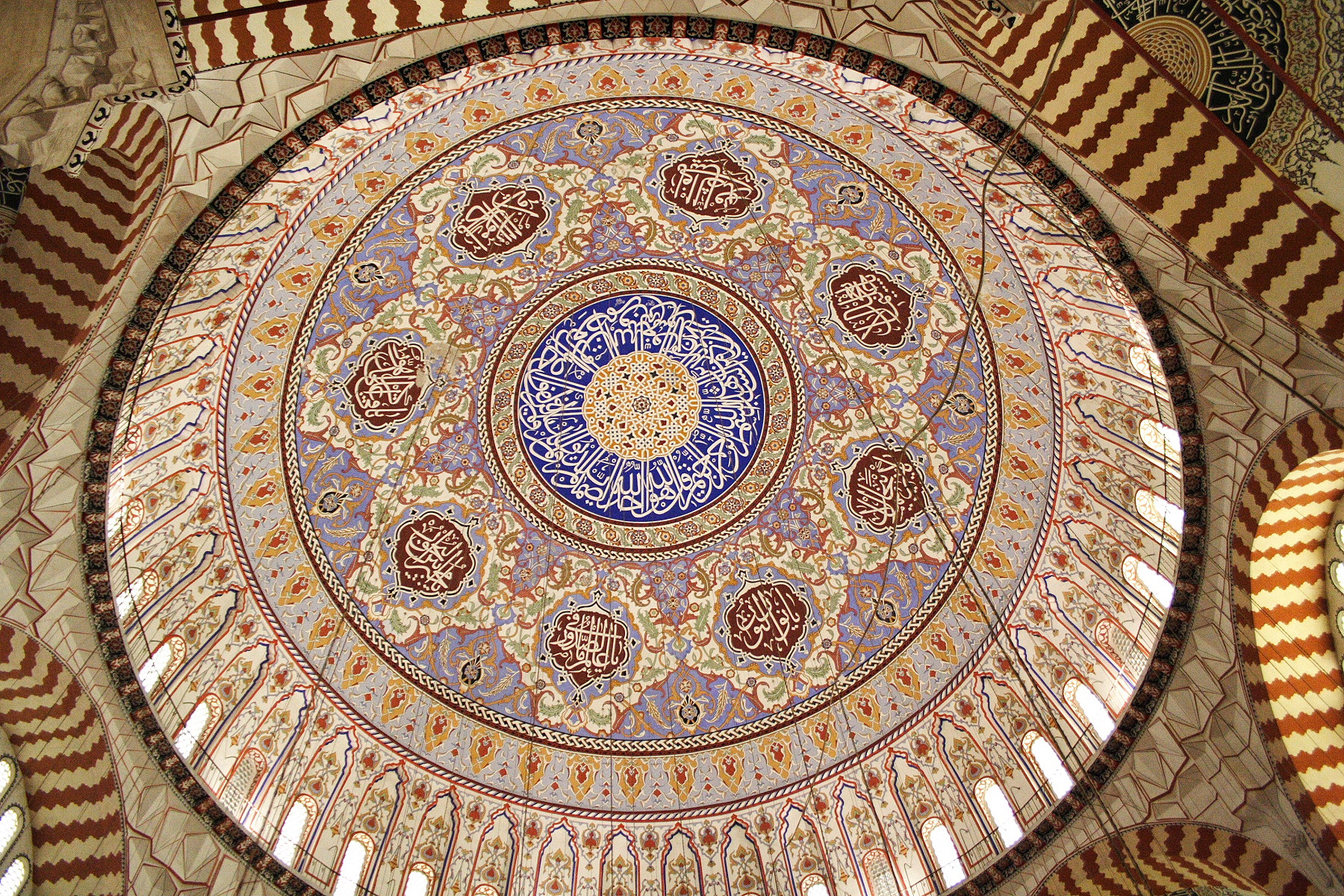
內景

在慣常的清真寺裡，室內被分隔開，然而希南卻使塞利米耶清真寺內的任何位置都看到聖龕（Mihrab）。塞利米耶清真寺有一個巨型的圓頂，被四座叫拜樓圍繞，而圍繞著清真寺的有圖書館、學校、旅館、浴場、施粥場、市場、醫院及墓地，這些建築對稱成軸。清真寺前的一塊矩形院子的面積與清真寺的面積相約。塞利米耶清真寺的革新之處不在於建築物的大小，而是室內的佈局。聖龕被移至一個壁龕內，三面由窗戶透入光線，使牆身低處的磚頭反射出天然的光線。大殿內形成一個八邊形。清真寺幾何形態的一致配合正是希南終身追求的室內空間調和。
1913年，保加利亞圍攻埃迪爾內。塞利米耶清真寺的圓頂被保加利亞的大炮擊中，有賴清真寺堅實的結構，塞利米耶清真寺只受到輕微的破壞。土耳其國父阿塔图爾克下令不得修復，讓後代時刻以此為鑑。所造成的破壞在藍色圓圈與暗紅書法字體之間的位置。
塞利米耶清真寺被印在1982年至1995年發行的一萬元土耳其里拉鈔票的背面上。

## 延伸阅读
- Blair, Sheila S.; Bloom, Jonathan M. . Yale University Press. 1995  [2023-10-05]. ISBN 9780300064650. （原始内容存档于2023-01-14）.
- Goodwin, Godfrey. . Thames & Hudson. 1971. ISBN 0-500-27429-0.
- Kuban, Doğan. . 由Mill, Adair翻译. Antique Collectors' Club. 2010. ISBN 9781851496044.
- Necipoğlu, Gülru.  Revised. Reaktion Books. 2011 [2005]. ISBN 9781861892539.

## 外部連結
- Selimiye Mosque （页面存档备份，存于）
- Pictures of Selimiye Mosque （页面存档备份，存于）
- Architecture of the Selimiye Mosque （页面存档备份，存于）